# 鋼之鍊金術師 完結篇
《鋼之鍊金術師 完結篇》（日语：鋼の錬金術師 完結編）是2022年日本科幻動作片，改編自荒川弘創作的日本漫畫《鋼之鍊金術師》，由曾利文彥編劇和執導，山田涼介主演。
該片分為上下兩部，《鋼之鍊金術師 完結篇 復仇者斯卡》以及《鋼之鍊金術師 完結篇 最後的鍊成》定於2022年5月20日及2022年6月24日在日本上映。《復仇者斯卡》於2022年8月20日在NETFLIX推出，而《最後的鍊成》則於2022年9月24日上架。

## 演員
- 山田涼介 飾演 愛德華·愛力克
- 水石亞飛夢 飾演 阿爾馮斯·愛力克
- 本田翼 飾演 溫莉·洛克貝爾
- 藤岡靛 飾演 羅伊·馬斯坦古
- 蓮佛美沙子 飾演 莉莎·霍克愛
- 本鄉奏多 飾演 恩維
- 黑島結菜 飾演 蘭芳
- 渡邊圭祐 飾演 姚麟
- 寺田心 飾演 傑利姆·布拉德雷
- 內山信二 飾演 庫拉多尼
- 大貫勇輔
- 龍夢柔 飾演 張梅
- 奧貫薰 飾演 薩拉·洛克貝爾
- 高橋努
- 堀內敬子
- 丸山智己
- 遼河春日 飾演 伊茲米·卡迪斯
- 平岡祐太
- 山田裕貴 飾演 佐魯夫·J·金普利
- 麿赤兒 飾演 斯卡的師傅
- 大和田伸也
- 館博 飾演 金格·布拉德雷（特別出演）
- 藤木直人 飾演 尤利·洛克貝爾
- 山本耕史 飾演 亞力士·路易·阿姆斯壯
- 筧利夫 飾演 胡爺爺
- 杉本哲太 飾演 KNOX
- 栗山千明 飾演 奧莉薇·米拉·阿姆斯壯
- 風吹純 飾演 比拿可·洛克貝爾
- 佐藤隆太 飾演 馬斯·休斯
- 仲間由紀惠 飾演 特蕾莎·愛力克
- 新田真劍佑 飾演 斯卡
- 內野聖陽 飾演 馮·霍恩海姆／父親大人

## 製作人員
- 原作：荒川弘《鋼之鍊金術師》
- 導演：曾利文彥
- 劇本：曾利文彥、宮本武史
- 製作：電影「鋼之鍊金術師2&3」製作委員會
- 企劃、製片公司：OXYBOT
- 發行商：華納兄弟電影

## 外部連結
- 官方网站（日語）
- 鋼之鍊金術師 完結篇的X（前Twitter）（日語）